# Stamboom Friso van Oranje-Nassau (1968-2013)
Dit is de kwartierstaat van Friso van Oranje-Nassau (1968).
| Stamboom Friso van Oranje-Nassau                                                     | Stamboom Friso van Oranje-Nassau                                                          | Stamboom Friso van Oranje-Nassau                                                          | Stamboom Friso van Oranje-Nassau                                                          | Stamboom Friso van Oranje-Nassau                                                          | Stamboom Friso van Oranje-Nassau                                                                            | Stamboom Friso van Oranje-Nassau                                                                            | Stamboom Friso van Oranje-Nassau                                                                            | Stamboom Friso van Oranje-Nassau                                                                            | Stamboom Friso van Oranje-Nassau                                                             | Stamboom Friso van Oranje-Nassau                                                             | Stamboom Friso van Oranje-Nassau                                                            | Stamboom Friso van Oranje-Nassau                                                            | Stamboom Friso van Oranje-Nassau                                                                           | Stamboom Friso van Oranje-Nassau                                                                           | Stamboom Friso van Oranje-Nassau                                                             | Stamboom Friso van Oranje-Nassau                                                             |                                                                       |
| ------------------------------------------------------------------------------------ | ----------------------------------------------------------------------------------------- | ----------------------------------------------------------------------------------------- | ----------------------------------------------------------------------------------------- | ----------------------------------------------------------------------------------------- | --- | --- | --- | --- | -------------------------------------------------------------------------------------------- | -------------------------------------------------------------------------------------------- | ------------------------------------------------------------------------------------------- | ------------------------------------------------------------------------------------------- | --- | --- | -------------------------------------------------------------------------------------------- | -------------------------------------------------------------------------------------------- | --------------------------------------------------------------------- |
| Oudouders                                                                            | Joachim van Amsberg (1777-1842) x 1813 Anna Bernitt (1790-1846)                           | Friedrich von Passow (1803-1889) x 1830 Auguste von Bulow (1807-1881)                     | Felix von Gutschmid (1815-1856) x 1841 Caecilie von Bassewitz (1819-1874)                 | Matthias von Vieregge (1802-1845) x 1828 Marie Rahlenbeck (1802-1871)                     | Ludwig von dem Bussche-Haddenhausen (1772-1852) x 1819 Elisabeth van Malortie-Bimont (1802-1862)            | Peter de Salviati (1786-1856) x 1823 Marie Rahlenbeck (1802-1871)                                           | Clamor von dem Bussche Ippenburg (1800 - 1863) x 1847 Amalie Michaelis (1822-1901)                          | Franz von Chelius (1821-1899) x 1850 Marie Minet (1830-1896)                                                | Julius van Lippe-Biesterfeld (1812-1844) x 1839 Adelaide van Castell-Castell (1818-1900)     | Leopold van Wartensleben (1818-1846) x 1841 Mathilde Halbach (1822-1848)                     | Adold van Cramm (1812-1879) x 1839 Hedwig van Cramm (1819-1891)                             | Ernst Eberhard van Sierstorpff-Driburg (1813-1855) x 1844 Karoline van Vincke (1822-1870)   | Paul Frederik van Mecklenburg-Schwerin (1800-1842) x 1822 Alexandrine van Pruisen (1803-1892)              | Frans Frederik van Schwarzburg-Rudolstadt (1801-1875) x 1847 Mathilda van Schönburg-Waldenburg (1826-1914) | Willem II van Oranje-Nassau (1792-1849) x 1816 Anna Romanov (1795-1865)                      | George Victor van Waldeck-Pyrmont (1831-1893) x 1853 Helena van Nassau (1831-1888)           |                                                                       |
| Bet- overgrootouders                                                                 | Gabriel van Amsberg (1822-1899) x 1855 Marie van Pascow (1831-1904)                       | Gabriel van Amsberg (1822-1899) x 1855 Marie van Pascow (1831-1904)                       | Leopold van Vieregge (1832-1893) x 1862 Agnes van Gutschmidt (1842-1924)                  | Leopold van Vieregge (1832-1893) x 1862 Agnes van Gutschmidt (1842-1924)                  | Julius von dem Bussche-Haddenhausen (1827-1882) x 1865 Juliane von Salviati (1834-1892)                     | Julius von dem Bussche-Haddenhausen (1827-1882) x 1865 Juliane von Salviati (1834-1892)                     | Eberhard von dem Bussche-Ippenburg (1851-1937) x 1875 Barbara von Chelius (1856-1949)                       | Eberhard von dem Bussche-Ippenburg (1851-1937) x 1875 Barbara von Chelius (1856-1949)                       | Ernst Casimir van Lippe-Biesterfeld (1842-1904) x 1869 Caroline van Wartensleben (1844-1905) | Ernst Casimir van Lippe-Biesterfeld (1842-1904) x 1869 Caroline van Wartensleben (1844-1905) | Aschwin van Sierstorpff-Cramm (1846-1909) x 1872 Hedwig van Sierstorpff (1848-1900)         | Aschwin van Sierstorpff-Cramm (1846-1909) x 1872 Hedwig van Sierstorpff (1848-1900)         | Frederik Frans II van Mecklenburg-Schwerin (1823-1883) x 1868 Marie van Schwarzburg-Rudolstadt (1850-1922) | Frederik Frans II van Mecklenburg-Schwerin (1823-1883) x 1868 Marie van Schwarzburg-Rudolstadt (1850-1922) | Willem III van Oranje-Nassau (1817-1890) x 1879 Emma van Waldeck-Pyrmont (1858-1934)         | Willem III van Oranje-Nassau (1817-1890) x 1879 Emma van Waldeck-Pyrmont (1858-1934)         |                                                                       |
| Overgrootouders                                                                      | Wilhelm van Amsberg (1856-1929) x 1889 Elise van Vieregge (1866-1951)                     | Wilhelm van Amsberg (1856-1929) x 1889 Elise van Vieregge (1866-1951)                     | Wilhelm van Amsberg (1856-1929) x 1889 Elise van Vieregge (1866-1951)                     | Wilhelm van Amsberg (1856-1929) x 1889 Elise van Vieregge (1866-1951)                     | Georg von dem Bussche-Haddenhausen (1869-1923) x 1896 Gabrielle Marie von dem Bussche-Ippenburg (1877-1973) | Georg von dem Bussche-Haddenhausen (1869-1923) x 1896 Gabrielle Marie von dem Bussche-Ippenburg (1877-1973) | Georg von dem Bussche-Haddenhausen (1869-1923) x 1896 Gabrielle Marie von dem Bussche-Ippenburg (1877-1973) | Georg von dem Bussche-Haddenhausen (1869-1923) x 1896 Gabrielle Marie von dem Bussche-Ippenburg (1877-1973) | Bernhard van Lippe-Biesterfeld (1872-1934) x 1909 Armgard van Sierstorpff-Cramm (1883-1971)  | Bernhard van Lippe-Biesterfeld (1872-1934) x 1909 Armgard van Sierstorpff-Cramm (1883-1971)  | Bernhard van Lippe-Biesterfeld (1872-1934) x 1909 Armgard van Sierstorpff-Cramm (1883-1971) | Bernhard van Lippe-Biesterfeld (1872-1934) x 1909 Armgard van Sierstorpff-Cramm (1883-1971) | Hendrik van Mecklenburg-Schwerin (1876-1934) x 1901 Wilhelmina van Oranje-Nassau (1880-1962)               | Hendrik van Mecklenburg-Schwerin (1876-1934) x 1901 Wilhelmina van Oranje-Nassau (1880-1962)               | Hendrik van Mecklenburg-Schwerin (1876-1934) x 1901 Wilhelmina van Oranje-Nassau (1880-1962) | Hendrik van Mecklenburg-Schwerin (1876-1934) x 1901 Wilhelmina van Oranje-Nassau (1880-1962) |                                                                       |
| Grootouders                                                                          | Klaus Felix van Amsberg (1890-1953) x 1924 Gösta von dem Bussche-Haddenhausen (1902-1996) | Klaus Felix van Amsberg (1890-1953) x 1924 Gösta von dem Bussche-Haddenhausen (1902-1996) | Klaus Felix van Amsberg (1890-1953) x 1924 Gösta von dem Bussche-Haddenhausen (1902-1996) | Klaus Felix van Amsberg (1890-1953) x 1924 Gösta von dem Bussche-Haddenhausen (1902-1996) | Klaus Felix van Amsberg (1890-1953) x 1924 Gösta von dem Bussche-Haddenhausen (1902-1996)                   | Klaus Felix van Amsberg (1890-1953) x 1924 Gösta von dem Bussche-Haddenhausen (1902-1996)                   | Klaus Felix van Amsberg (1890-1953) x 1924 Gösta von dem Bussche-Haddenhausen (1902-1996)                   | Klaus Felix van Amsberg (1890-1953) x 1924 Gösta von dem Bussche-Haddenhausen (1902-1996)                   | Bernhard van Lippe-Biesterfeld (1911-2004) x 1937 Juliana van Oranje-Nassau (1909-2004)      | Bernhard van Lippe-Biesterfeld (1911-2004) x 1937 Juliana van Oranje-Nassau (1909-2004)      | Bernhard van Lippe-Biesterfeld (1911-2004) x 1937 Juliana van Oranje-Nassau (1909-2004)     | Bernhard van Lippe-Biesterfeld (1911-2004) x 1937 Juliana van Oranje-Nassau (1909-2004)     | Bernhard van Lippe-Biesterfeld (1911-2004) x 1937 Juliana van Oranje-Nassau (1909-2004)                    | Bernhard van Lippe-Biesterfeld (1911-2004) x 1937 Juliana van Oranje-Nassau (1909-2004)                    | Bernhard van Lippe-Biesterfeld (1911-2004) x 1937 Juliana van Oranje-Nassau (1909-2004)      | Bernhard van Lippe-Biesterfeld (1911-2004) x 1937 Juliana van Oranje-Nassau (1909-2004)      |                                                                       |
| Ouders                                                                               | Claus van Amsberg (1926-2002) x 1966 Beatrix van Oranje-Nassau (1938)                     | Claus van Amsberg (1926-2002) x 1966 Beatrix van Oranje-Nassau (1938)                     | Claus van Amsberg (1926-2002) x 1966 Beatrix van Oranje-Nassau (1938)                     | Claus van Amsberg (1926-2002) x 1966 Beatrix van Oranje-Nassau (1938)                     | Claus van Amsberg (1926-2002) x 1966 Beatrix van Oranje-Nassau (1938)                                       | Claus van Amsberg (1926-2002) x 1966 Beatrix van Oranje-Nassau (1938)                                       | Claus van Amsberg (1926-2002) x 1966 Beatrix van Oranje-Nassau (1938)                                       | Claus van Amsberg (1926-2002) x 1966 Beatrix van Oranje-Nassau (1938)                                       | Claus van Amsberg (1926-2002) x 1966 Beatrix van Oranje-Nassau (1938)                        | Claus van Amsberg (1926-2002) x 1966 Beatrix van Oranje-Nassau (1938)                        | Claus van Amsberg (1926-2002) x 1966 Beatrix van Oranje-Nassau (1938)                       | Claus van Amsberg (1926-2002) x 1966 Beatrix van Oranje-Nassau (1938)                       | Claus van Amsberg (1926-2002) x 1966 Beatrix van Oranje-Nassau (1938)                                      | Claus van Amsberg (1926-2002) x 1966 Beatrix van Oranje-Nassau (1938)                                      | Claus van Amsberg (1926-2002) x 1966 Beatrix van Oranje-Nassau (1938)                        | Claus van Amsberg (1926-2002) x 1966 Beatrix van Oranje-Nassau (1938)                        | Claus van Amsberg (1926-2002) x 1966 Beatrix van Oranje-Nassau (1938) |
| Prins Friso van Oranje-Nassau van Amsberg (1968-2013) x 2004 Mabel Wisse Smit (1968) |                                                                                           |                                                                                           |                                                                                           |                                                                                           | | | | |                                                                                              |                                                                                              |                                                                                             |                                                                                             | | |                                                                                              |                                                                                              |                                                                       |
| Kinderen                                                                             | Luana (2005)                                                                              | Luana (2005)                                                                              | Luana (2005)                                                                              | Luana (2005)                                                                              | Luana (2005)                                                                                                | Luana (2005)                                                                                                | Luana (2005)                                                                                                | Luana (2005)                                                                                                | Zaria (2006)                                                                                 | Zaria (2006)                                                                                 | Zaria (2006)                                                                                | Zaria (2006)                                                                                | Zaria (2006)                                                                                               | Zaria (2006)                                                                                               | Zaria (2006)                                                                                 | Zaria (2006)                                                                                 |                                                                       |